# Licht van Troost
Het Licht van Troost is een 20,9 meter hoge vuurtoren op het Schilbolsnol aan de oever van de Mokbaai ten zuiden van Den Hoorn op het eiland Texel.
Al sinds 1872 brandt er licht op deze locatie. Samen met een laag licht op de Stuifdijk vormde het een lichtenlijn voor de geleiding van het scheepvaartverkeer op het noordelijke deel van het Schulpengat. In 1912 werd het hoge licht vervangen door een 22 meter hoge opengewerkte stalen constructie. Deze toren werd in 1956 bekroond met het voormalige lichthuis afkomstig van de Emder Kaap op Rottumeroog. Tegenwoordig is dit lichthuis te vinden in Schipbreuk- en Juttersmuseum Flora in De Koog. De huidige stalen kokervormige toren werd in 1977 gebouwd.
De toren heeft een sectorenlicht op een hoogte van 28 meter boven zeeniveau met een bereik van 15 zeemijl. In 2014 is het fresneloptiek vervangen door led-verlichting.
Hoewel de toren in de volksmond al jaren Licht van Troost werd genoemd, heette de toren tot januari 2019 officieel Lichtopstand Schilbolsnol. In dat jaar is de toren door Rijkswaterstaat officieel omgedoopt naar Licht van Troost. De naam verwijst naar de familie Troost die generaties lichtwachters leverden voor het baken.

## Lichtwachters
In de 19e eeuw stond het lichtbaken naast het huis Zuidwestkust, dat werd bewoond door de lichtwachter, Mattheus Mehl. Toen die in 1884, twee jaar voor zijn pensioen overleed, werd hij opgevolgd door Klaas Teuniszoon Troost. Zowel zijn zoon als kleinzoon zouden in zijn voetsporen treden. Daardoor heette het lichtbaken op Texel het ‘Licht van Troost’. In 1912, drie jaar na het overlijden van Klaas Troost, werd het oude torentje vervangen door een 22 meter hoge toren van staal, die nagenoeg dezelfde vorm had als de IJzeren Kaap.
In 1927 nam Simon Pieter het stokje over van zijn vader Hendrik Troost die vanaf 1912 over het licht had gewaakt. Simon woonde met zijn vrouw Aaltje en drie kinderen aan het Molwerk bij de Mokbaai. Het huis was gebouwd op de dijk, met uitzicht op de Mokbaai. 14 mei 1940 werd een zwarte dag voor lichtwachter Troost: hij had instructies gekregen om bij capitulatie voor een vreemde mogendheid het optiek van de lichttoren te vernietigen. “Huilend kwam hij thuis”, vertelde zijn echtgenote later in een interview. De Duitsers plaatsten een elektrisch licht en Simon Pieter moest zich op afroep beschikbaar houden: als er een Duits konvooi door het Schulpengat kwam, moest hij de lichten bedienen. Na de oorlog, in 1948, werd zijn broer Martinus Cornelis de nieuwe lichtwachter. Toen die met pensioen ging, werd het licht bediend door het Loodswezen uit Den Helder en later door de kustwacht van Eierland.

## Eindelijk Het Licht van Troost[3]
Officieel heette het ’lichtopstand op de Schilbolsnol’, maar weinig Texelaars zullen het onder die naam kennen. In de volksmond heet het scheepsbaken bij de Mokbaai al sinds jaar en dag Het Licht van Troost. Er is zelfs een toneelstuk naar genoemd. En een Tessels biertje.

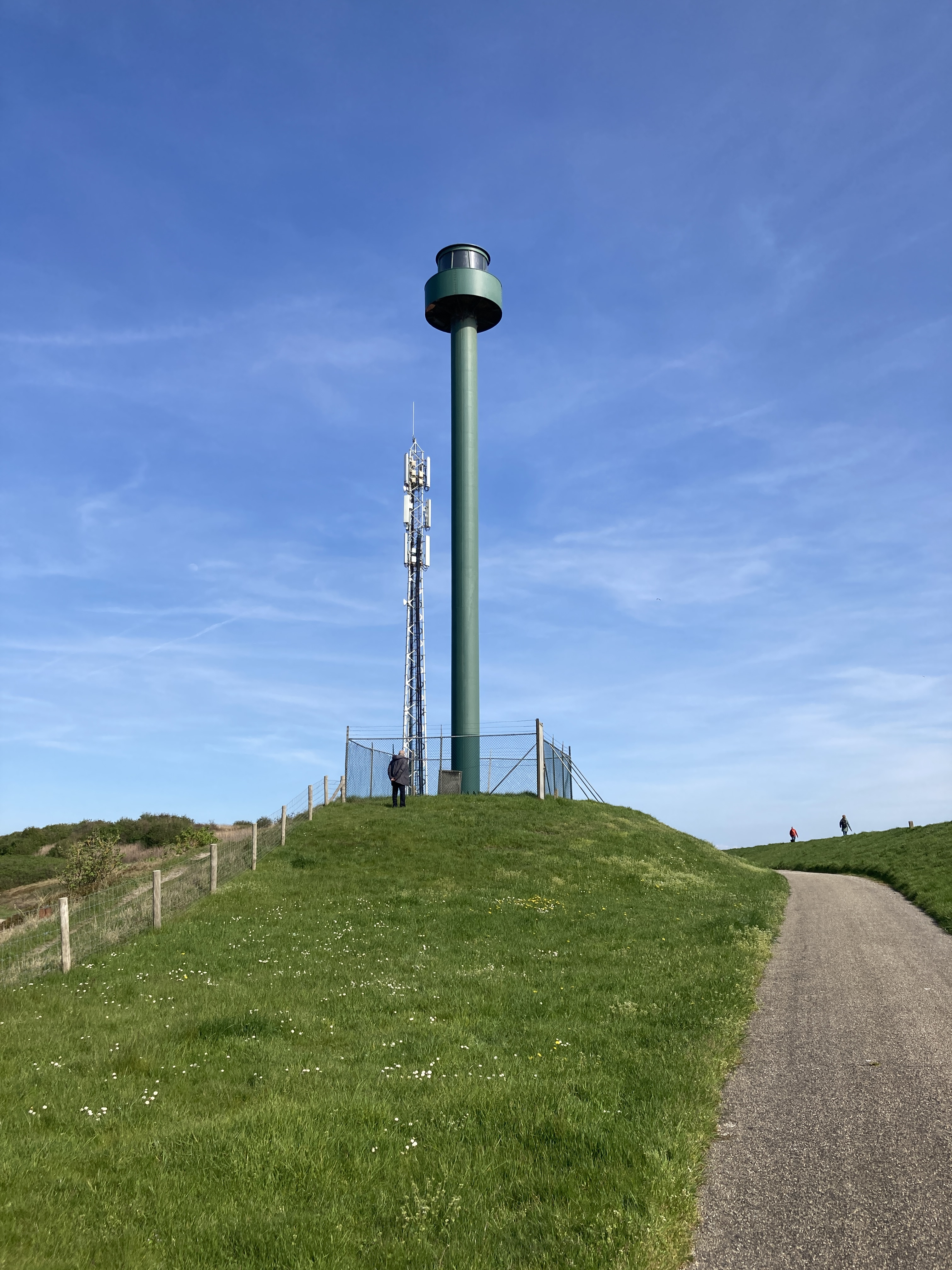
Licht van Troost aan de Mokbaai

De poëtische naam is te danken aan de drie opeenvolgende generaties lichtwachters uit de familie Troost. Vanaf 1884 tot ver in de twintigste eeuw droegen Klaas Troost, zijn zoon Hendrik, kleinzoon Simon en diens broer Martinus zorg voor het baken.
Een van hun nazaten, de op Texel geboren Cees Troost uit Tilburg, pleitte er onlangs voor om het ook officieel Het Licht van Troost te noemen. Rijkswaterstaat heeft het verzoek nu gehonoreerd. Het ‘Licht van Troost’ is opgenomen in de nieuwste digitale editie van zeekaart 1546, Zeegat van Texel en Den Helder.

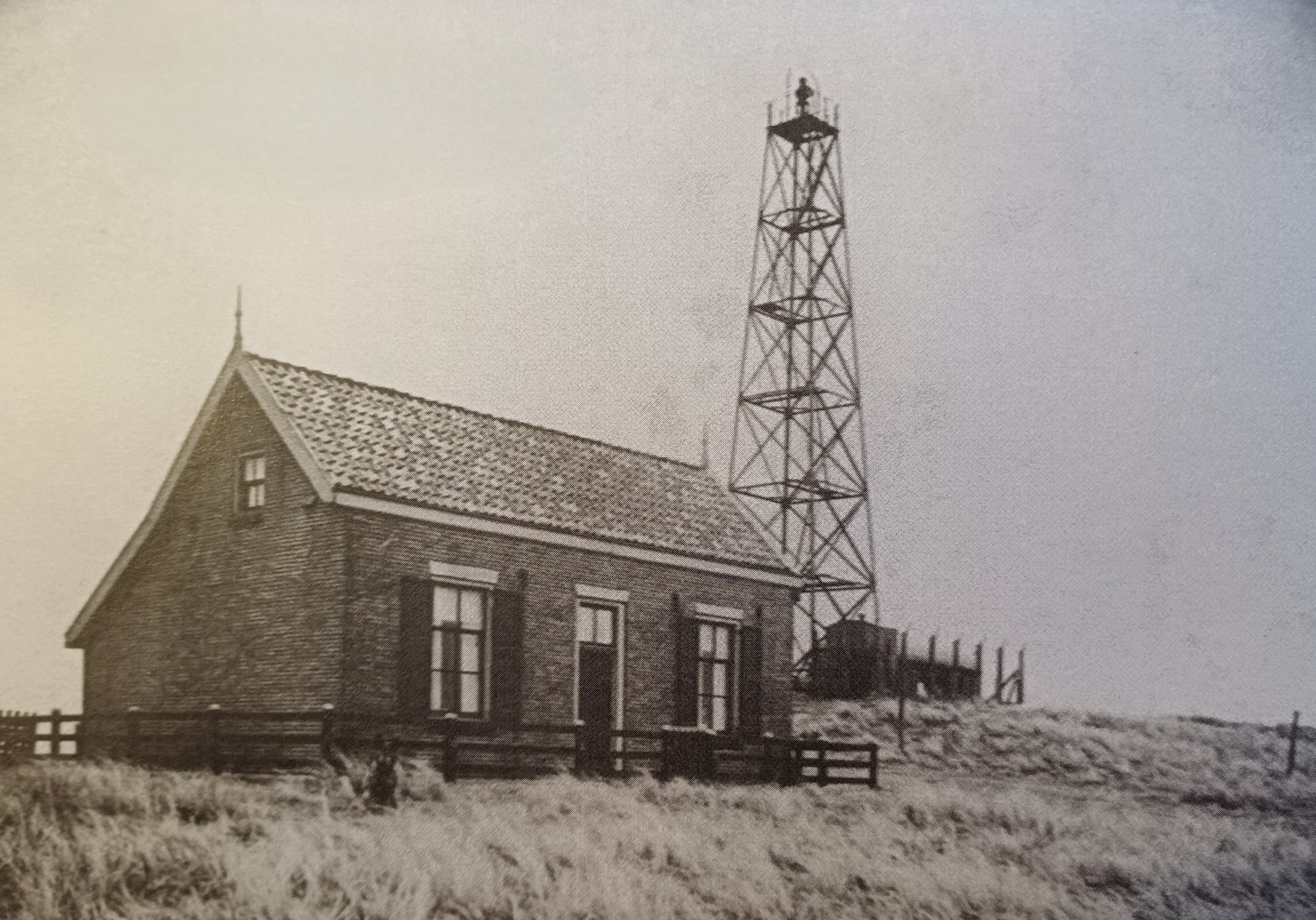

## Navigeren door het Schulpengat[4]
In 1864 werden de eerste geleidelichten geplaatst langs de kust van de Kop van Noord-Holland. De stenen vuurtoren op het Fort Kijkduin en een nieuw geleidelicht bij Huisduinen vormden een lichtenlijn voor het Schulpengat. Het verklikkerlicht Falga gaf door een overgang van wit naar rood licht aan dat de lichtenlijn moest worden verlaten, om vervolgens meer naar het westen te sturen. Schippers werden daarmee de duisternis in gestuurd, want op de zuidwestkust van Texel stonden in die tijd geen lichten. Dat veranderde pas in 1872.
Op 28 mei 1872 vond de aanbesteding plaats voor de bouw van twee ijzeren geleidelichten bij de Mokbaai van Texel, voor geleiding door het noordelijke gedeelte van het Schulpengat. Het hoge licht werd geplaatst op de Schilbolsnol, aan de noordkant van de Mokbaai. Het lage licht kwam op de Stuifdijk, aan de zuidkant van de Mokbaai. De lichthuizen van beide opstanden waren rechthoekige ijzeren kasten, met een gleufvormig raam aan de voorkant. Bovenop de kasten was een walmbol geplaatst en aan de zijkant zaten beluchtingsgaten. In de kasten stond een optiek met een olielamp als lichtbron. Op 9 oktober 1872 werden beide lichten voor het eerst ontstoken. Het verklikkerlicht Falga gaf vanaf dat moment de overgang aan van de zuidelijke lichtenlijn naar de noordelijke lichtenlijn. Deze moest worden gevolgd totdat het licht op het Wierhoofd van Den Helder, bij de ingang van het Nieuwe Diep, zichtbaar werd. Daarna moest oostwaarts worden gekoerst, richting de rede van Texel, bij Oudeschild.

## Zie ook

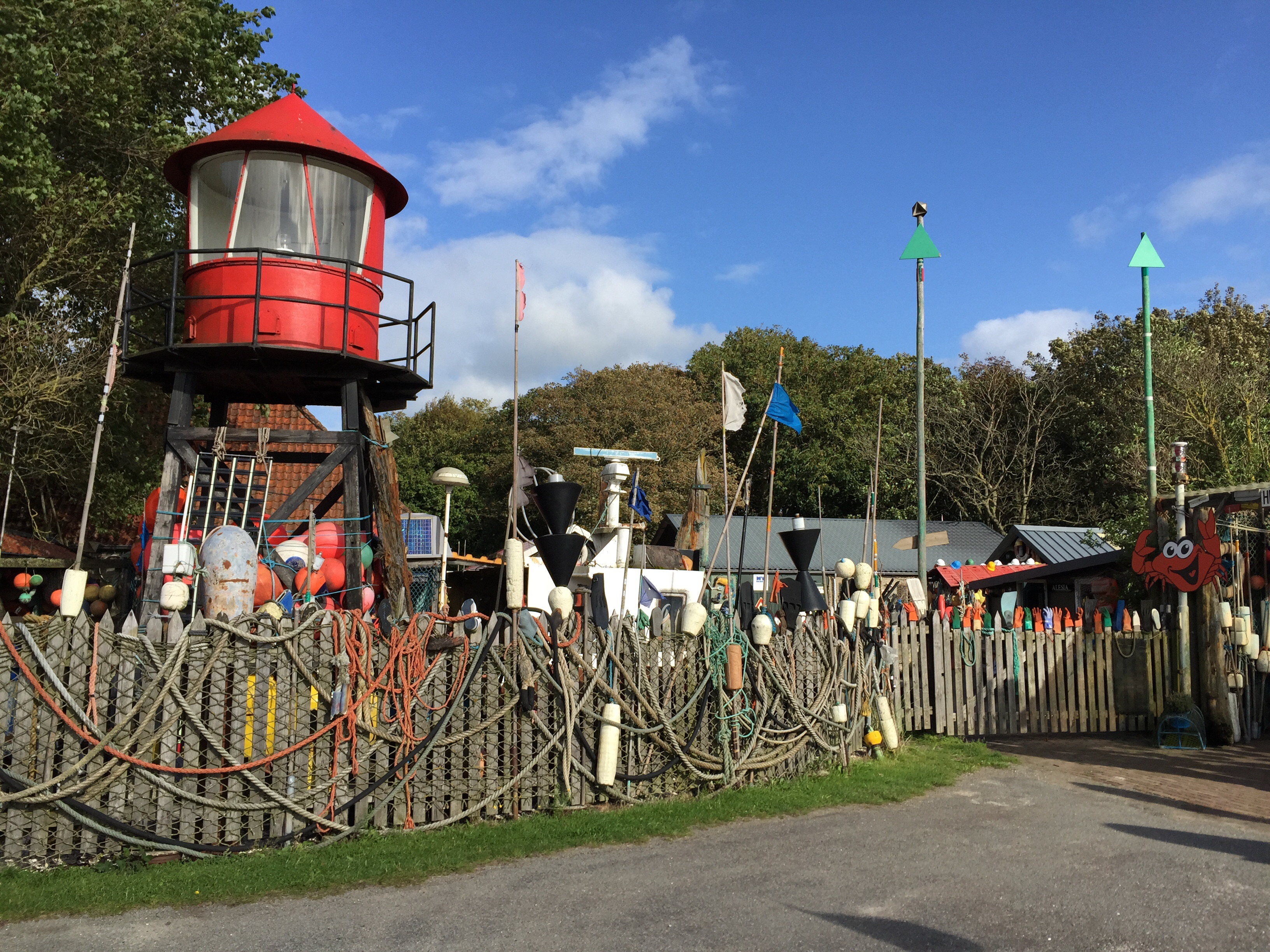
Voormalig lichthuis in Schipbreuk- en Juttersmuseum Flora